# Station Pińczów Towarowy
Station Pińczów Towarowy is een spoorwegstation in de Poolse plaats Pińczów.